# Metsamor (flod)

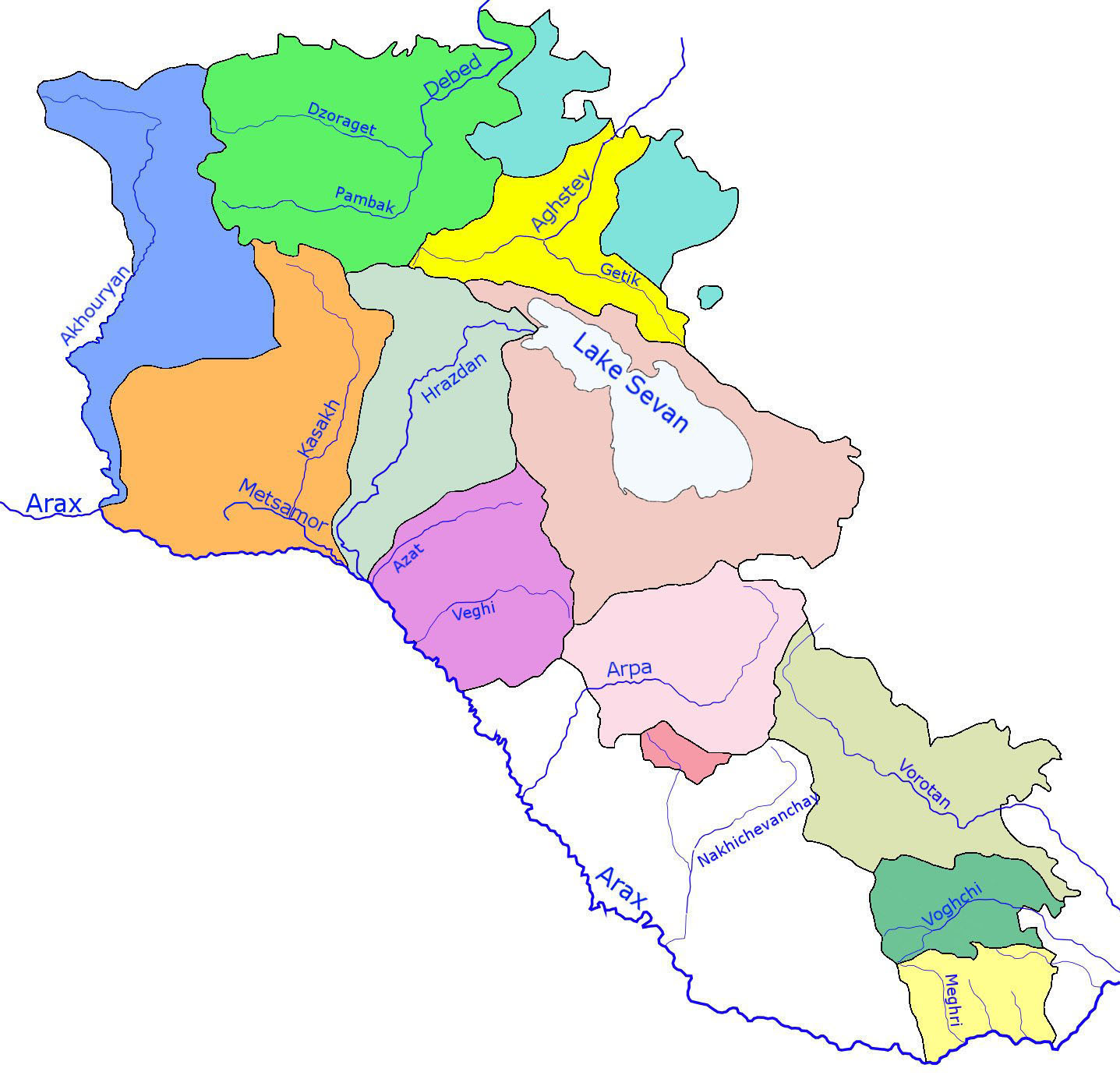
Floder i Armenien

Metsamor är en flod i i provinsen Armavir i Armenien.
Metsamor rinner upp i våtmarkerna väster om Aknasjön i Armavirprovinsen och flyter i 38 kilometer i sydöstlig riktning över Araratslätten, tills den mynnar ut i Araks 625 kilometer dess utlopp i Kaspiska havet. Metsamor faller i genomsnitt en meter per kilometer. Sidoälven Kasagh flyter in i Metsamor från väster i 26 kilometer från dess mynning i Araks. 